# Ллевелин, Десмонд
Де́смонд Лле́велин (англ. Desmond Wilkinson Llewelyn; 12 сентября 1914 — 19 декабря 1999) — валлийский актёр, прославившийся ролью Q (майор Джеффри Бутройд) в серии фильмов о Джеймсе Бонде.

## Биография
Десмонд Ллевелин родился 12 сентября 1914 года в городе Ньюпорт в Уэльсе. Он окончил колледж в Редли и был призван в британскую армию во время Второй мировой войны. Его карьера актёра продлилась с 1938 по 1999 годы. После съемок в фильме «И целого мира мало» Десмонд Ллевелин погиб в автокатастрофе 19 декабря 1999 года в Великобритании, в графстве Восточный Суссекс.

## Избранная фильмография
В роли Q в серии фильмов о Джеймсе Бонде:
- 1963 — Из России с любовью / From Russia with Love
- 1964 — Голдфингер / Goldfinger
- 1965 — Шаровая молния / Thunderball
- 1967 — Живёшь только дважды / You Only Live Twice
- 1969 — На секретной службе Её Величества / On Her Majesty’s Secret Service
- 1971 — Бриллианты навсегда / Diamonds Are Forever
- 1974 — Человек с золотым пистолетом / The Man with the Golden Gun
- 1977 — Шпион, который меня любил / The Spy Who Loved Me
- 1979 — Лунный гонщик / Moonraker
- 1981 — Только для ваших глаз / For Your Eyes Only
- 1983 — Осьминожка / Octopussy
- 1985 — Вид на убийство / A View to a Kill
- 1987 — Искры из глаз / The Living Daylights
- 1989 — Лицензия на убийство / Licence to Kill
- 1995 — Золотой глаз / Golden Eye
- 1997 — Завтра не умрёт никогда / Tomorrow Never Dies
- 1999 — И целого мира мало / The World is not Enough